# Pinky Dinky Doo
Pinky Dinky Doo (em Portugal: Rosa Cor de Rosa) é uma série de desenho animado infantil norte-americana criada por Jim Jinkins. Foi produzida pelos estúdios Cartoon Pizza, de propriedade de Jinkins, e Sesame Workshop, em parcerias com Discovery Kids (América Latina), ABC Austrália, BBC (Reino Unido), Noggin (Estados Unidos) e CBC Canada na primeira temporada. Para a segunda temporada, a Abrams Gentile Entertainment e o estúdio canadense Keyframe Digital Productions se juntaram como produtoras. A série acompanha uma garota criativa de sete anos de idade de cabelo rosa chamada Pinky Dinky Doo, enquanto ela inventa suas próprias histórias.
A personagem Pinky Dinky Doo foi criada por Jim Jinkins, enquanto contava história de dormir para sua filha. Em 2002, ele desenvolveu a ideia em uma web-série com dois episódios-piloto, produzida por sua empresa Cartoon Pizza ao lado da Sesame Workshop. Em 2003, a Random House lançou uma série de seis livros infantis com a personagem e, em 5 de abril de 2005, a primeira temporada do programa estreou no Discovery Kids na América Latina.
A série estreou no Brasil pelo Discovery Kids em 27 de março de 2006 e foi exibida em canal aberto na TV Cultura entre 2008 e 2011. Entre 17 de janeiro de 2016 e 2 de janeiro de 2021, o programa foi ao ar em reprises na HBO Kids como parte de um acordo entre o HBO e a Sesame Workshop. Também foi adicionada ao serviço de streaming do HBO Max em seu lançamento em 27 de maio de 2020.

## Descrição
Sempre que alguém tem um problema, Pinky ajuda a achar a solução, inventando histórias dentro de sua caixa "cheia de histórias". Nelas, o Sr. Porquinho da Índia sempre toca uma corneta antes de alguém dizer uma palavra super incrível (como, por exemplo, duplicar, xilofone, incrível, persistente). Essas palavras são geralmente não muito comuns e Tyler sempre explica seus significados; elas são usadas diversas vezes na história inventada.
Pelo menos 56 episódios contam as histórias e brincadeiras de Pinky, uma menina feita de lápis de cor e com cabelos espetados. As situações criadas por ela estimulam o aprendizado e mostram que para tudo há uma solução.
Pinky tem uma caixa cheia de histórias, de onde inventa contos divertidos e criativos para resolver problemas reais. A cada novo episódio uma palavra nova é ensinada. Ao final de programa, ela também canta e cria jogos interativos, elementos da narrativa e da interpretação.
A animação surgiu a partir de uma coleção de livros infantis de Jim Jinkins, mesmo criador de Vila Sésamo e do desenho Doug. A série é voltada para meninos e meninas da pré-escola, com produção feita pela Sesame Workshop.

## Personagens principais
- Pinky Dinky Doo: é uma menina de sete anos de idade, que inventa histórias e ajuda seu irmão mais novo Tyler a realizar algo e descobrir problemas. Possui um vestido roxo e cabelo rosa, calças listradas de amarelo, verde e vermelho e sapatos vermelhos. Apesar de seu nome significar "Rosa", Pinky não gosta de rosa.[12]
- Tyler Dinky Doo: é o irmão mais novo de Pinky, com quatro anos de idade. Ele usa sapatos vermelhos, bermuda verde com listra amarela e uma camisa azul com uma noz. Tem sardas e cabelos azuis.[12]
- Sr. Porquinho da Índia: é um porquinho da índia azul.[12]
- Mamãe Dinky Doo: é a mãe de Pinky usa óculos e tem cabelo e sapatos vermelhos.[12]
- Papai Dinky Doo: é o pai de Pinky tem sardas e é quase careca.[12]
- Nicholas Biscoito: é o melhor amigo de Pinky. Possui os cabelos azuis e penteados de forma de um triângulo. É muito simpático e se envolve bastante nas brincadeiras.[12]
- Bobby Zomm: é um menino amigo de Pinky. Ele é paraplégico e anda em uma cadeira de rodas, mas isso não o impede de ser uma criança feliz e amigável. Possui cabelos azuis e sua pele é mais escura.[12]
- Daffinee Penteado: personagem feminina da série, possui cabelos rosas e é uma grande amiga da Pinky Dinky Doo. Tem sete anos de idade e mora em um apartamento chamado Torres Ula-lá.[12]

## Jogos
Ao final, Pinky sempre faz dois jogos sobre sua história inventada. São eles:
- O jogo das palavras incríveis - As crianças deverão ver imagens e, se combinar, dizer a palavra em destaque da história inventada. É o jogo favorito de Tyler (como ele sempre diz depois de sua irmã cantar o título do jogo).
- Quem disse isso? - Aparecerão três personagens da história inventada. Eles dirão uma frase; o objetivo é adivinhar quem falou esta frase.
- Onde está a Pinky? - Aparece um grande queijo, e buracos irão aparecer. O objetivo é adivinhar o local que Pinky Dinky Doo está.
- Quem é você? - Aparece um grande queijo, e buracos irão aparecer. O objetivo é adivinhar o personagem oculto.
- Que som é esse? - Aparecerão três rádios que tocam três diferentes sons. O objetivo é identificar um som que apareceu na história inventada.
- O que vem primeiro - O objetivo é ordenar a sequência de acontecimentos da história inventada.
- Comer ou usar - aparecem várias figuras e o objetivo é identificar se elas são de comer ou para usar.
- Qual é o nome da minha história? - Pinky sugere três nomes de histórias e o objetivo é escolher um que combine melhor com o que aconteceu na história inventada.
- Qual é a Pinky certa? - São mostradas quatro Pinkys diferentes. O objetivo é descobrir qual a Pinky que aparece na história inventada.
  - Qual é o Tyler certo? - São mostrados quatro Tylers diferentes. O objetivo é descobrir qual é o Tyler que aparece na história inventada.
  - Qual é o monstro certo? - São mostrados quatro monstros diferentes. O objetivo é descobrir qual é o monstro que aparece na história inventada.
- Qual era minha grande ideia? - São mostradas três grandes ideias. O objetivo é descobrir qual é a grande ideia da história inventada. (Esse jogo só tem na segunda temporada)
- Qual é o cenário certo? - São mostrados diferentes cenários. O objetivo é descobrir qual o cenário certo da história inventada. (Esse jogo só tem na segunda temporada)
- Quem foram os personagens principais? - São mostrados dois personagens. O objetivo é adivinhar qual foi o personagem principal da história inventada. (Esse jogo só tem na segunda temporada)

## Episódios

### Primeira temporada
| N# | Nome                        | Palavra superincrível |
| -- | --------------------------- | --------------------- |
| 1  | Cadê os Meus Sapatos?       | exasperado            |
| 2  | Fermento Demais             | apuros                |
| 3  | O Solo do Tyler             | magnífico             |
| 4  | Pinky e o Jacaré Insolente  | insolente             |
| 5  | Tyler e a Tripulação Pirata | estimulante           |
| 6  | Os Dinossauros Sumiram!     | investigar            |
| 7  | Pintura com Pizza           | obra-prima            |
| 8  | Festa Animal                | comemoração           |
| 9  | Quero Ser Alta              | gigantesco            |
| 10 | Gente das Nuvens            | perturbação           |
| 11 | A Fantasia Assustadora      | aterrorizante         |
| 12 | A Senhorita Zero            | algazarra             |
| 13 | Tyler Super-herói           | embasbacado           |
| 14 | Mini Pinky                  | encolher              |
| 15 | Tyler e o Video-game        | vidrado               |
| 16 | A Limpeza                   | responsabilidade      |
| 17 | Pinky e o Espaguete         | estupendo             |
| 18 | O Jogo de Futebol           | entusiasmado          |
| 19 | O Copo do Dragão            | calamidade            |
| 20 | Tyler não Quer Tomar Banho  | medonho               |
| 21 | Dias de Chuva               | cacofonia             |
| 22 | Um Dia Complicado           | imperturbável         |
| 23 | Roupa de Festa              | elegante              |
| 24 | Um Dia de Raspadinha        | bizarro               |
| 25 | O Concerto de Pinky         | experiência           |
| 26 | Onde Está o Queijo?         | culpado               |
| 27 | É Preciso Experimentar      | apetitoso             |
| 28 | As Cópias da Pinky Dinky    | duplicar              |
| 29 | Brinquedos Demais           | acumular              |
| 30 | Sonic Zoom, o Super-herói   | incrível              |
| 31 | Pinky Pula-pula             | habitat               |
| 32 | O Grande Aquário            | imenso                |
| 33 | Pinky e a Babá              | cético                |
| 34 | A Meia da Sorte             | decifrar              |
| 35 | Saudade de Casa             | agenda                |
| 36 | O Talento de Pinky          | talento               |
| 37 | A Corneta Perdida           | desaparecer           |
| 38 | A Super-família de Tyler    | xilofone              |
| 39 | Sorvete Derretido           | profissional          |
| 40 | Ossos e Mais Ossos          | montar                |
| 41 | Superstar                   | uculele               |
| 42 | O Fenômeno Cor-de-Rosa      | fenômeno              |
| 43 | Sobre Duas Rodas            | impetuoso             |
| 44 | Está na Hora de Dormir      | estragar              |
| 45 | O Dentinho Mole             | labirinto             |
| 46 | Pense Rosa                  | voraz                 |
| 47 | A Primeira Viagem de Avião  | apreensivo            |
| 48 | Pinky e o Castelo de Cartas | cauteloso             |
| 49 | A Camisa do Papai           | persistente           |
| 50 | Volta às Aulas              | apreensivo            |
| 51 | Clube dos Chifres           | ridículo              |
| 52 | Catapora Colorida           | frustrado             |

### Segunda temporada
| N# | Título[carece de fontes?]        | Palavra superincrível |
| -- | -------------------------------- | --------------------- |
| 53 | A Galinha Vicky                  | afobada               |
| 54 | O Mistério do Planeta            | assumir               |
| 55 | A Música Predileta               | perturbador           |
| 56 | Vamos Todos Cozinhar             | colaborar             |
| 57 | O Rock da Pinky                  | adiar                 |
| 58 | Poodle Perdido                   | pânico                |
| 59 | O Desastre da Caixa de Histórias | dilema                |
| 60 | O Grande Nicholas                | perito                |
| 61 | Pinky Fedida                     | humilhada             |
| 62 | O Pedido de Socorro              | sonoro                |
| 63 | Burpzilla                        | concentrado           |
| 64 | Feliz Arrotossário               | único                 |
| 65 | No Escuro                        | relutante             |
| 66 | O Show da Pipoca                 | suspense              |
| 67 | A Detetive Pinky                 | mistério              |
| 68 | Cadê Minha Múmia?                | reunir                |